# Week-end sauvage
Pour plus de détails, voir Fiche technique et Distribution.
Week-end sauvage (titre original : Death Weekend) est un film canadien de William Fruet sorti en 1976.

## Synopsis
Alors qu'il attend la visite d'un jeune mannequin, un riche playboy se retrouve traqué par un gang de jeunes fous. Ceux-ci s'introduisent dans sa maison pour le tuer...

## Fiche technique
- Titre original : Death Weekend
- Réalisation : William Fruet
- Scénario : William Fruet
- Directeur de la photographie : Robert Saad
- Montage : Debra Karen, Debbie Karjala et Jean LaFleur
- Production : Ivan Reitman
- Sociétés de production : Canadian Film Development Corporation (CFDC), Famous Players, Quadrant Films
- Genre : Film d'épouvante, Thriller
- Pays :  Canada
- Durée : 87 minutes
- Date de sortie :
  -  Canada : 17 septembre 1976
  -  Royaume-Uni : 7 octobre 1976
  -  France : 5 janvier 1977
  -  États-Unis : 16 mars 1977 (Los Angeles)

## Distribution
- Brenda Vaccaro (VF : Evelyn Selena) : Diane
- Don Stroud (VF : Marc de Georgi) : Lep
- Chuck Shamata (VF : Jean Roche) : Dr Harry Blatt
- Richard Ayres (VF : Roger Crouzet) : Runt
- Kyle Edwards (VF : Pierre Trabaud) : Frankie
- Don Granberry (VF : Francis Lax) : Stanley
- Ed McNamara (VF : Claude Joseph) : Spragg
- Michael Kirby (VF : Serge Lhorca) : Ralph
- Richard Donat (VF : Michel Bardinet) : le policier
- Denver Mattson : Smokey
- Al Bernardo (VF : Antoine Marin) : Mr. Doobie
- Roselle Stone (VF : Lita Recio) : Mrs. Doobie